# Kriegsmarinedienststelle
Kriegsmarinedienststellen (KMD) waren Behörden der deutschen Kriegsmarine, die für die Bereitstellung von Hilfsschiffen, deren personelle Besetzung, auch für die Bordflak, und für Seetransporte (u. a. Truppen- und Nachschubtransporte) zuständig waren.

## Geschichte
Zu Beginn des Zweiten Weltkriegs bestanden vier Kriegsmarinedienststellen in Hamburg, Bremen, Stettin und Königsberg. Diese wurde aus den seit 1920 bestehenden Dienststellen der Marineleitung, später in Reichsmarinedienststellen umbenannt. An der Spitze der Dienststelle in Hamburg wurde ein Offizier im Rang eines Admirals vorgesehen. Die anderen Dienststellen sollten durch einen Kapitän zur See geführt werden.
Im Laufe des Krieges wurden weitere Kriegsmarinedienststellen im besetzten Ausland aufgestellt und diverse Zweigstellen eingerichtet.
Am 27. Juli 1940 wurde die Einrichtung folgender KMDs für die Vorbereitung des Unternehmens Seelöwe befohlen:
- KMD Boulogne unter Kapitän zur See Fischer
- KMD Ostende unter Korvettenkapitän Alexander Stein
- KMD Cherbourg unter Korvettenkapitän Erich Lehmann
- KMD Le Havre unter Kapitän zur See Günther Horstmann
- KMD Calais unter Kapitän zur See Friedrich Frisius

Diese sollten u. a. die Schiffe, welche für einen Transport zur Verfügung standen, erfassen, die Verladehäfen in Zusammenarbeit mit den Hafenkapitänen und -kommandanten entsprechend vorbereiten und die Verbindung zu den zu verschiffenden Truppenteilen herstellen.
Da das Unternehmen Seelöwe in der Folge nicht zur Ausführung kam, wurde wohl auch die Aufstellung nicht weiter verfolgt, da erst im August 1940 mit veränderter Zuordnung der Chefs eine Aufstellung erfolgte.
Die Kriegsmarinedienststellen unterstanden truppendienstlich den regionalen Marinebefehlshabern, fachlich dem Oberkommando der Marine, Seekriegsleitung Abteilung Qu A VI (Schiffahrtsabteilung). Ihnen waren Zweigstellen in den größeren Seehäfen zugeordnet.
Eine besondere Aufgabe der Kriegsmarinedienststellen war die Bereitstellung von Bord-Flakeinheiten für Hilfs- und Handelsschiffe. Die Marine-Bordflak-Abteilungen unterstanden zunächst dem Admiral der Kriegsmarinedienststelle Hamburg. Die im nördlichen Europa stationierten, z. T. neu aufgestellte Abteilungen wurden im März 1943 zur Marine-Bordflak-Brigade Nord zusammengefasst, deren Kommandeur zugleich Admiral der Kriegsmarinedienststelle Hamburg war.

### Kriegsmarinedienststelle Hamburg
Die Kriegsmarinedienststelle Hamburg wurde aus der Reichswehrdienststelle Hamburg des Wehrkreises II im Juli 1935 gebildet und bestand bis Kriegsende. Einsatzgebiet der Dienststelle war die Nordsee mit der Zuordnung zur Marinestation der Nordsee. Es existierten Zweigstellen in Cuxhaven, Lübeck, Kiel (von Januar 1940 bis Dezember 1941 war der Kapitän zur See Ruprecht Andriano Leiter der Zweigstelle), Flensburg (von September 1939 bis Februar 1940 war der Kapitän zur See Max Lutter Leiter der Zweigstelle), Rendsburg und Rostock.
Die Zweigstellen wurde im September 1939 aufgestellt. Am 29. Februar 1940 wurde die Zweigstelle in Rendsburg, Rostock und Flensburg aufgelöst, die in Cuxhaven am 31. Oktober 1941. Die Auflösung der KMD-Zweigstelle Lübeck erfolgte, die in Kiel war bereits zum 15. März 1943 aufgelöst worden, am 30. April 1943.
Anfangs wurde in der Kriegsmarinedienststelle Hamburg ein Konstruktionsamt eingerichtet, welches später Technische Abteilung wurde. Anfang 1941 wurde hieraus das sogenannte Technische Amt und ab April 1944 wurde hieraus die Militärtechnische Abteilung. Die Unterstellung war teilweise direkt im OKM angesiedelt. Das Technische Amt gliederte sich in mehrere Gruppen und Referate.
Im April 1943 wurde bei der Kriegsmarinedienststelle Hamburg ein sogenanntes Militärisches Amt eingeführt, vormals war der Chef des neu geschaffenen Amtes ein Admiralstabsoffizier mit den Befugnissen eines Chef des Stabes hatte. Das Militärische Amt gliederte sich in mehrere Abteilungen und Referate.
Admirale der Kriegsmarinedienststelle Hamburg
- Konteradmiral Eugen Lindau: von der Aufstellung bis September 1936
- Konteradmiral/Vizeadmiral Ernst Wolf: September 1936 bis September 1942
- Vizeadmiral Walter Lohmann: Oktober 1942 bis Februar 1945
- Konteradmiral Hans Bütow: Februar 1945 bis Kriegsende

Chefs des Stabes
- Kapitän zur See Friedrich Frisius (anschließend Chef der Kriegsmarinedienststelle Bordeaux): von Dezember 1938 bis August 1940
- Fregattenkapitän/Kapitän zur See Curt Burghardt: von August 1940 bis April 1943

Chefs der Militärischen Amtes
- Kapitän zur See Curt Burghardt: von April 1943 bis Februar 1944
- Kapitän zur See Richard Prüssen: von März 1944 bis Kriegsende

Chefs des Technischen Amtes (Auswahl)
- Marinebaurat/Marineoberbaurat Franz Mendelssohn: von März 1935 bis Dezember 1939

- Konteradmiral Karl-Friedrich Wollanke: von April 1941 bis Juni 1943

Gericht des Admirals
- Marineoberkriegsgerichtsrat Louis Lappé: von April 1940 bis Mai 1942
- Marinekriegsgerichtsrat Heinz Wachtendorf: von Juni 1942 bis März 1943
- Geschwaderrichter Werner Kickstadt: von März 1943 bis Februar 1945
- Geschwaderrichter Hans Ewald: von Februar 1945 bis Kriegsende

### Kriegsmarinedienststelle Bremen
Die Kriegsmarinedienststelle Bremen entstand im Juli 1935 aus der vormaligen Reichsmarinedienststelle Bremen und bestand bis Kriegsende mit Zweigstellen in Wesermünde, Emden und Koblenz. Die Zweigstellen in Wesermünde und in Emden wurden im September 1939 eingerichtet und am 15. Juni 1943 aufgelöst. Die Zweigstelle in Koblenz (von August 1940 bis April 1942 war der Kapitän zur See Max Lutter Leiter der Zweigstelle) war am 25. Juli 1940 zur Vorbereitung des Unternehmens Seelöwe eingerichtet worden und war ab Dezember 1940 der Kriegsmarinedienststelle Rotterdam unterstellt. Einsatzgebiet der Dienststelle war die Nordsee mit der Zuordnung zur Marinestation der Nordsee.
Chefs der Kriegsmarinedienststelle Bremen waren
- Kapitän zur See/Konteradmiral Ernst Wolff (später Chef der Kriegsmarinedienststelle Hamburg): von der Aufstellung bis September 1936
- Kapitän zur See Walther Faber: September 1936 bis August 1938
- Kapitän zur See Hans Feldbausch (ehemaliger Chef der Kriegsmarinedienststelle Königsberg und später Chef der Kriegsmarinedienststelle Oslo): August 1938 bis Mai 1940
- Konteradmiral Heinrich Kehrhahn: Mai 1940 bis Februar 1944
- Kapitän zur See Erich Schulze: Februar 1944 bis November 1944
- Kapitän zur See Hans Schottky: November 1944 bis Kriegsende

### Kriegsmarinedienststelle Stettin
Die Kriegsmarinedienststelle Stettin entstand im Juli 1935 aus der vormaligen Reichsmarinedienststelle Stettin und bestand bis Kriegsende. Einsatzgebiet der Dienststelle war die Ostsee mit der Zuordnung zur Marinestation der Ostsee. Es existierten Zweigstellen in Swinemünde, Saßnitz, Aalborg (ab Mai 1940 eigene Kriegsmarinedienststelle) und Kopenhagen (ab Juni 1940 eigene Kriegsmarinedienststelle).
Im Oktober 1939 war die Zweigstellen in Saßnitz (einiger Leiter der Zweigstelle war der Kapitän zur See Hans Anschütz) und Swinemünde eingerichtet worden, welche am 5. Mai 1940 bzw. im Juni 1940 wieder aufgelöst wurden.
Chefs der Kriegsmarinedienststelle Stettin waren
- Fregattenkapitän/Kapitän zur See Robin Schall-Emden: von Oktober 1935 bis Februar 1937
- Kapitän zur See Günther Horstmann (später Deutscher Seetransportchef Italien und Kommandeur der 5. Sicherungs-Division): Februar 1937 bis November 1939
- Kapitän zur See Karl von Montigny: November 1939 bis Dezember 1939
- Kapitän zur See Ernst Fischer: Dezember 1939 bis August 1940
- Korvettenkapitän Walter Mühle: August 1940 bis Juli 1941
- Kapitän zur See Otto von Alvensleben: Juli 1941 bis Oktober 1943
- Kapitän zur See Richard Prüssen (anschließend Chef des Stabes KMD Hamburg): Oktober 1943 bis Februar 1944
- Kapitän zur See Heinrich Jörss (ehemaliger Seekommandant Reval): März 1944 bis Oktober 1944 (†)
- Fregattenkapitän Herbert Nicol: November 1944 bis Kriegsende

### Kriegsmarinedienststelle Königsberg
Die Kriegsmarinedienststelle Königsberg entstand im Juli 1935 aus der vormaligen Reichsmarinedienststelle Königsberg und bestand bis März 1940. Anschließend wurde sie in eine Zweigstelle der neuen Kriegsmarinedienststelle Danzig umgewandelt. Einsatzgebiet der Dienststelle war die Ostsee mit der Zuordnung zur Marinestation der Ostsee. Die Kriegsmarinedienststelle Königsberg besaß eine Zweigstelle in Pillau.
Chefs der Kriegsmarinedienststelle Königsberg waren
- Fregattenkapitän/Kapitän zur See Johannes Bachmann: von der Aufstellung bis September 1935
- Fregattenkapitän/Kapitän zur See Hans Feldbausch (später Chef der Kriegsmarinedienststelle Bremen und Chef der Kriegsmarinedienststelle Oslo): von September 1935 bis Mai 1937
- unbekannt
- Fregattenkapitän Helmut Leißner: von Ende 1937 bis Februar 1937
- Konteradmiral Friedrich-Wilhelm Fleischer: Februar 1939 bis Mai 1939
- Kapitän zur See Bernhard Liebetanz (später Chef der Kriegsmarinedienststelle Bordeaux und Chef der Kriegsmarinedienststelle Le Havre): Mai 1939 bis zur Auflösung

### Kriegsmarinedienststelle Danzig
Die Kriegsmarinedienststelle Danzig bestand von März 1940 bis zum Fall Danzig im März 1945. Einsatzgebiet der Dienststelle war die Ostsee mit der Zuordnung zur Marinestation der Ostsee. Sie besaß die ehemalige Kriegsmarinedienststelle Königsberg als Zweigstelle mit deren ehemaligen Zweigstelle in Pillau. Ab Juli 1944 wurde die Dienststelle nicht mehr durch einen Offizier im Admiralsrang geleitet.
Chefs der Kriegsmarinedienststelle Danzig waren
- Konteradmiral Oskar Wehr: von der Aufstellung bis Juli 1940
- Konteradmiral Werner Steffan: von Juli 1940 bis August 1940 in Vertretung
- Konteradmiral Werner Steffan: von August 1940 bis Juli 1944
- Fregattenkapitän Walter Schneidewind: August 1944
- Fregattenkapitän Heinrich Bartels (ehemaliger Chef der Kriegsmarinedienststelle Aalborg und Chef der Kriegsmarinedienststelle Dünkirchen): August 1944 bis zur Auflösung

### Weitere Kriegsmarinedienststellen

#### Kriegsmarinedienststelle Oslo
Die Kriegsmarinedienststelle Oslo wurde im April 1940 eingerichtet und dem Kommandierenden Admiral Norwegen, später Marineoberkommando Norwegen, unterstellt. Zweigstellen bestanden in Kirkenes, Harstad, Trondheim, Bergen und Stavanger (Leiter von Juni 1940 bis Dezember 1942 Fregattenkapitän/Kapitän zur See Georg Roedenbeck). Im April 1944 wurde die Dienststelle zum Seetransportchef Norwegen umgebildet, wobei die KMD-Zweigstellen zu Seetransporthauptstellen wurden.
Chefs der Kriegsmarinedienststelle Oslo waren
- Korvettenkapitän Erich Lehmann (später Chef der Kriegsmarinedienststelle Ostende): April/Mai 1940
- Kapitän zur See/Konteradmiral Hans Feldbausch (ehemaliger Chef der Kriegsmarinedienststelle Königsberg und Chef der Kriegsmarinedienststelle Bremen): Mai 1940 bis August 1942
- Konteradmiral Robert Eyssen: August 1942 bis zur Auflösung

#### Kriegsmarinedienststelle Aalborg
Die Kriegsmarinedienststelle Aalborg wurde im Mai 1940 aus der Zweigstelle der Kriegsmarinedienststelle Stettin heraus gebildet und bestand bis Kriegsende. Die Unterstellung erfolgte erst unten den Marinebefehlshaber Dänemark, dann unter den Kommandierenden Admiral Dänemark und letztendlich unter den Kommandierenden Admiral Skagerrak.
Chefs der Kriegsmarinedienststelle Aalborg waren
- Korvettenkapitän Heinrich Bartels (später Chef der Kriegsmarinedienststelle Danzig und Chef der Kriegsmarinedienststelle Dünkirchen): von der Aufstellung bis Juli 1940
- Korvettenkapitän Fritz Blauert (später Chef der Kriegsmarinedienststelle Kopenhagen): Juli 1940 bis Februar 1943
- Kapitänleutnant Wilhelm Reinberg: März 1943 bis Kriegsende

#### Kriegsmarinedienststelle Kopenhagen
Die Kriegsmarinedienststelle Kopenhagen bestand von Juni 1940 bis 1944. Sie war vormals eine Zweigstelle der Kriegsmarinedienststelle Stettin und wurde im April 1944 in Seetransportchef Skagerrak umgewandelt. Die Unterstellung erfolgte erst unten den Marinebefehlshaber Dänemark, dann unter den Kommandierenden Admiral Dänemark und letztendlich unter den Kommandierenden Admiral Skagerrak.
Chefs der Kriegsmarinedienststelle Kopenhagen/Seetransportchef Skagerrak waren
- Kapitän zur See Hans Anschütz (ehemaliger Leiter KMD-Zweigstelle Saßnitz und Lübeck): von der Aufstellung bis Dezember 1940
- Fregattenkapitän Gerhard von Zitzewitz: Dezember 1940 bis Dezember 1942
- unbekannt: Dezember 1942 bis Februar 1943
- Korvettenkapitän Fritz Blauert (ehemaliger Chef der Kriegsmarinedienststelle Aalborg): Februar 1943 bis Oktober 1943
- Fregattenkapitän Hellmuth Jürst: Oktober 1943 bis zur Auflösung

#### Kriegsmarinedienststelle Rotterdam
Die Kriegsmarinedienststelle Rotterdam bestand von Juli 1940 bis Oktober 1944. Sie war besonders aktiv während der Planung und Vorbereitung der Operation Seelöwe. Nach der Aufgabe des Unternehmens wurde im Frühjahr 1941 die Kriegsmarinedienststelle Antwerpen der Kriegsmarinedienststelle Rotterdam als Zweigstelle unterstellt.
Chefs der Kriegsmarinedienststelle Rotterdam waren
- Korvettenkapitän Alexander Stein: Juli 1940 bis Januar 1941
- Kapitän zur See Hans Anschütz (ehemaliger Leiter KMD-Zweigstelle Saßnitz und Lübeck und erster Chef der Kriegsmarinedienststelle Kopenhagen): Januar 1941 bis Mai 1944, zugleich Hafenkapitän Rotterdam und zusätzlich von Januar 1942 bis November 1943 Hafenkommandant Rotterdam
- Kapitän zur See Karl von Montigny: Mai 1944 bis September 1944
- Kapitän zur See Hermann Bode: September 1944 bis zur Auflösung im Oktober 1944

#### Kriegsmarinedienststelle Ostende
Die Kriegsmarinedienststelle Ostende bestand von August 1940 bis Januar 1942. Anschließend wurde die Dienststelle in Seebefehlsstelle Ostende überführt, welche in den Kommandant der Seeverteidigung Pas de Calais integriert wurde. Im Oktober 1942 wurde die Seebefehlsstelle Ostende aufgelöst.
Chefs der Kriegsmarinedienststelle Ostende waren
- Korvettenkapitän Erich Lehmann (ehemaliger Chef der Kriegsmarinedienststelle Oslo): von der Aufstellung bis April 1941
- Korvettenkapitän Paul Merks: von April 1941 bis zur Auflösung

#### Kriegsmarinedienststelle Bordeaux
Die Kriegsmarinedienststelle Bordeaux wurde 1940 aus der leitende Kriegsmarinedienststelle in Frankreich aufgebaut. Mit dem Aufbau der Kriegsdienststelle Marseille im Mai 1943 blieb dies so. Ab November 1943 wurde die Kriegsmarinedienststelle nur stellvertretend geleitet, da der Chef die Rolle des Seetransportchefs Marseille übernahm. Im August 1944 wurde die Dienststelle aufgelöst.
Chefs der Kriegsmarinedienststelle Bordeaux waren
- Kapitän zur See Bernhard Liebetanz (ehemaliger Chef der Kriegsmarinedienststelle Königsberg und später Chef der Kriegsmarinedienststelle Le Havre): August 1940 bis September 1940
- unbekannt: September 1940 bis Januar 1941
- Konteradmiral Heinz-Eduard Menche: Januar 1941 bis April 1943
- Kapitän zur See Horst von Pflugk-Harttung: Mai 1943 bis zur Auflösung

#### Kriegsmarinedienststelle Dünkirchen
Die Kriegsmarinedienststelle Dünkirchen bestand von August 1940 bis Mai 1941.
Chef der Kriegsmarinedienststelle Dünkirchen war der Korvettenkapitän Heinrich Bartels (ehemaliger Chef der Kriegsmarinedienststelle Aalborg und später Chef der Kriegsmarinedienststelle Danzig).

#### Kriegsmarinedienststelle Boulogne
Die Kriegsmarinedienststelle Boulogne bestand von August 1940 bis Januar 1941 mit einer Zweigstelle in Le Havre. Nach der Auflösung wurde die Dienststelle als Kommandant der Seeverteidigung Boulogne weitergeführt, welche in den Kommandant der Seeverteidigung Pas de Calais integriert wurde.
Chef der Kriegsmarinedienststelle Boulogne war der Kapitän zur See Friedrich Frisius (später Kommandant der Seeverteidigung Pas de Calais).

#### Kriegsmarinedienststelle Le Havre
Die Kriegsmarinedienststelle Le Havre bestand von August 1940 bis Februar 1941 als Zweigstelle der Kriegsmarinedienststelle Bordeaux und neu aufgestellt ab Mai 1942. Die Unterstellung erfolgte erneut unter die Kriegsmarinedienststelle Bordeaux. Im März 1944 wurde die Dienststelle nach Saint-Malo überführt und in den Seetransportchef Saint-Malo eingegliedert.
Chefs der Kriegsmarinedienststelle Le Havre waren
- Korvettenkapitän Otto Launburg (ehemaliger Leiter der Zweigstelle Emden): von der Aufstellung bis September 1940
- Kapitän zur See Bernhard Liebetanz (ehemaliger Chef der Kriegsmarinedienststelle Königsberg und Chef der Kriegsmarinedienststelle Bordeaux): September 1940 bis Februar 1941
- Fregattenkapitän Eduard Theodor von Gorrissen: Mai 1942 bis Juli 1943
- Fregattenkapitän Wilhelm Simon: Juli 1943 bis zur Auflösung

#### Kriegsmarinedienststelle Marseille
Die Kriegsmarinedienststelle Marseille mit Zweigstelle in Toulon übernahm mit der Aufstellung im Mai 1943 die Funktion als leitende Kriegsmarinedienststelle in Frankreich von der Kriegsmarinedienststelle Bordeaux. Die Dienststelle bestand bis August 1944.
Chef der Kriegsmarinedienststelle Le Havre war der Konteradmiral Heinz-Eduard Menche (ehemals Chef der Kriegsmarinedienststelle Bordeaux).
(→ Kommandierender Admiral französische Südküste)